# Cleome arborea
Cleome arborea är en paradisblomsterväxtart som beskrevs av Carl Sigismund Kunth. Cleome arborea ingår i släktet paradisblomstersläktet, och familjen paradisblomsterväxter. Inga underarter finns listade i Catalogue of Life.

## Bildgalleri

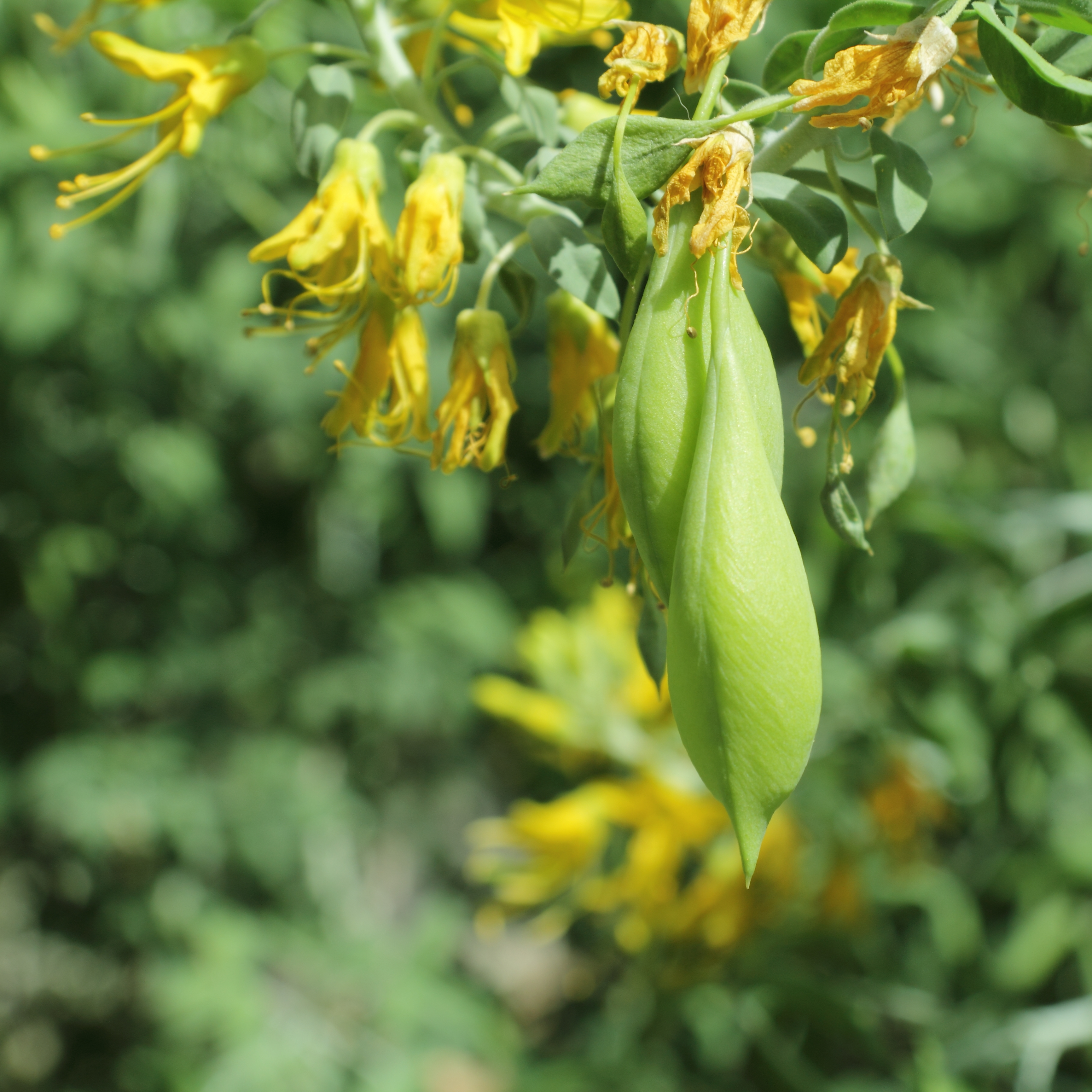
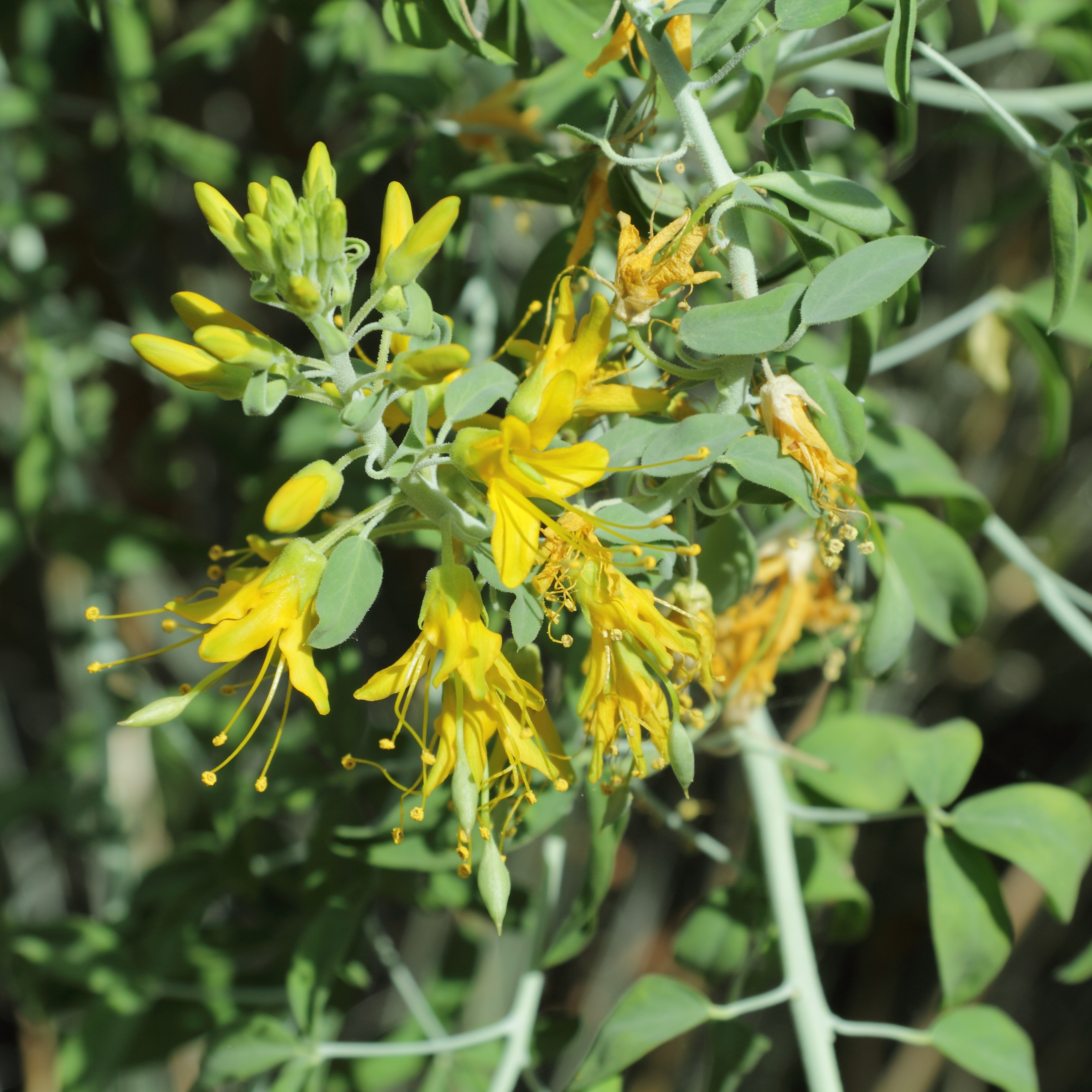
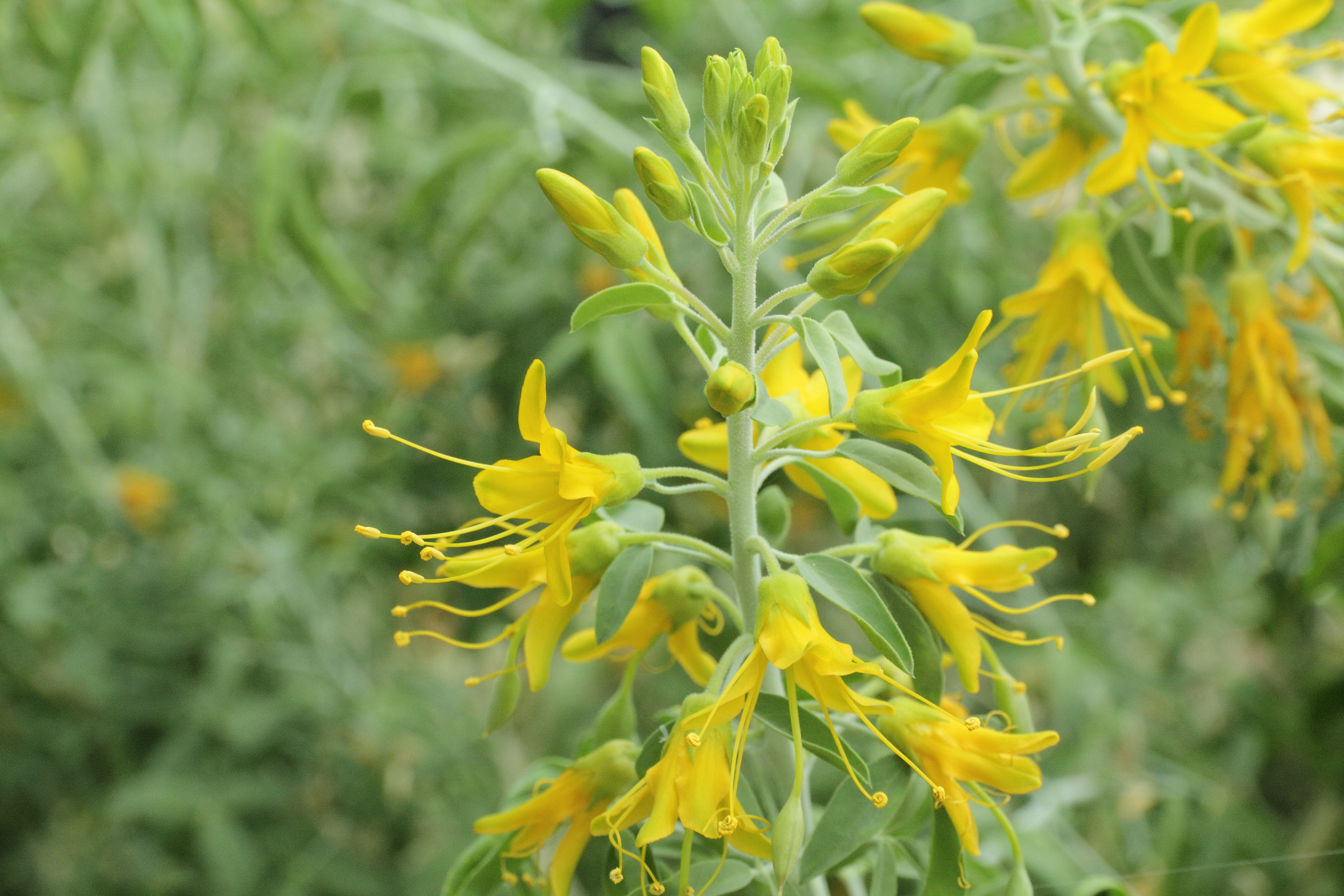
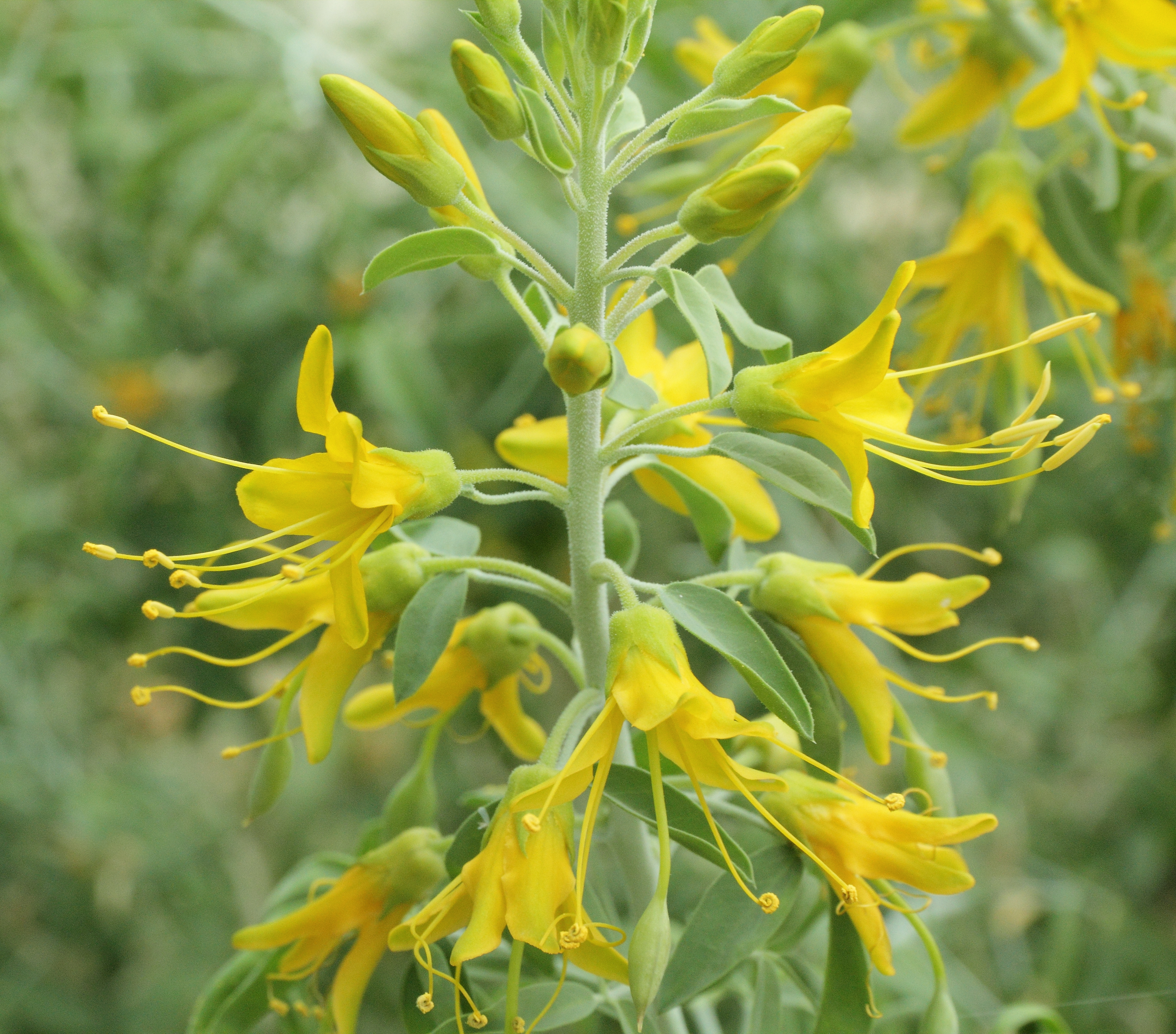